# Cody (Nebraska)
Pour les articles homonymes, voir Cody.
Cody est un village du comté de Cherry, dans l'État du Nebraska, aux États-Unis. En 2020, il comptait une population de 168 habitants.